# Latina (provincie)
Latina is een van de vijf provincies in de Italiaanse regio Lazio. De hoofdstad is de stad Latina. De officiële afkorting is LT.
Het grondgebied van de provincie (2250 km²) bestaat uit een overwegend vlakke kuststrook ten zuiden van Rome, hoewel het zuiden, nabij Formia, meer heuvelachtig is. De provincie telt 490.000 inwoners. De belangrijkste plaatsen zijn Latina, Formia en Minturno.
Een groot deel van de provincie bevindt zich op slechts enkele meters boven de zeespiegel. Dit gebied was 2000 jaar lang een moerasgebied en een broedplaats voor malaria en stond bekend onder de naam van Pontijnse moerassen. In de jaren na 1928 werden deze moerassen eindelijk drooggelegd.
Latina is gelegen aan de Tyrreense Zee in het westen en grenst verder aan de provincies Rome, Frosinone en Caserta.